# Suppan (Adelsgeschlecht)

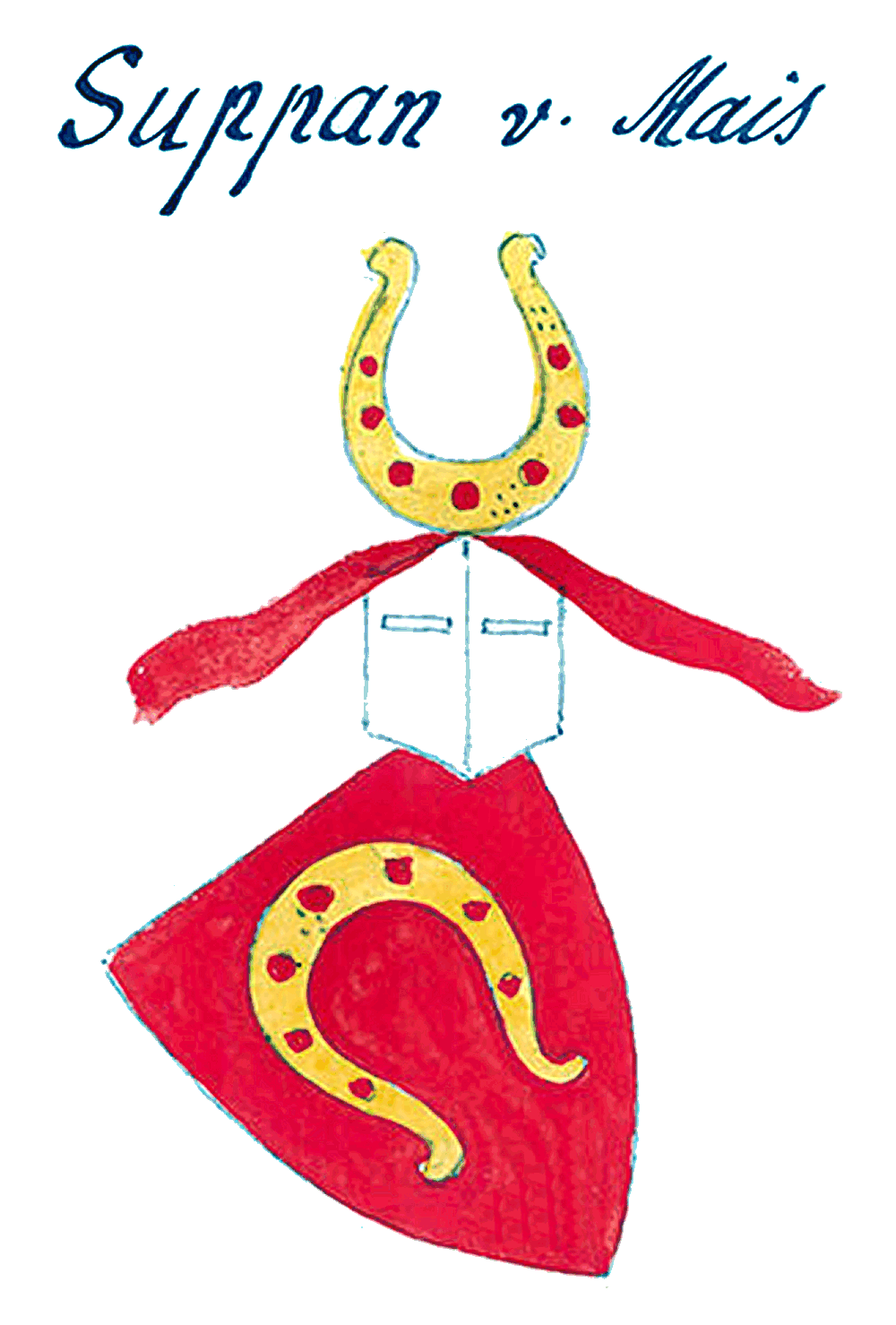
Wappen der Suppan von Mais

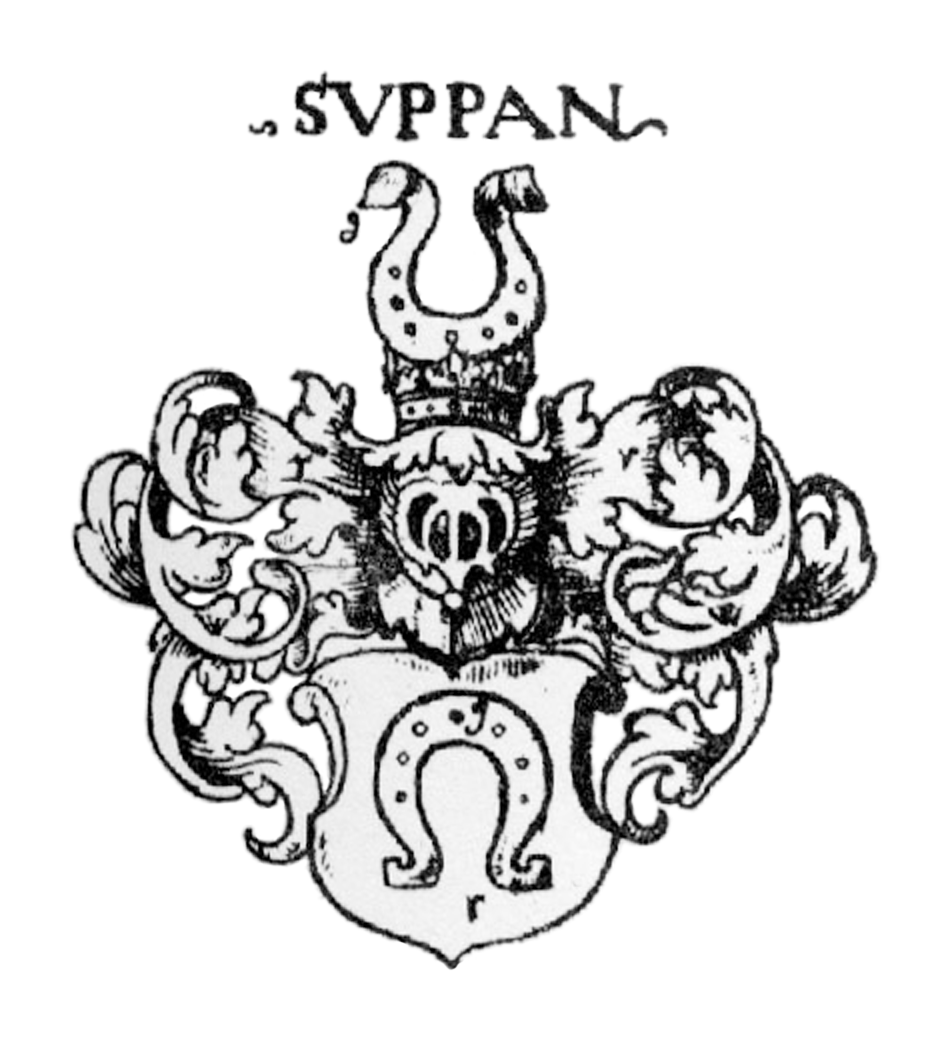
Wappen de Suppan in Siebmachers Wappenbuch

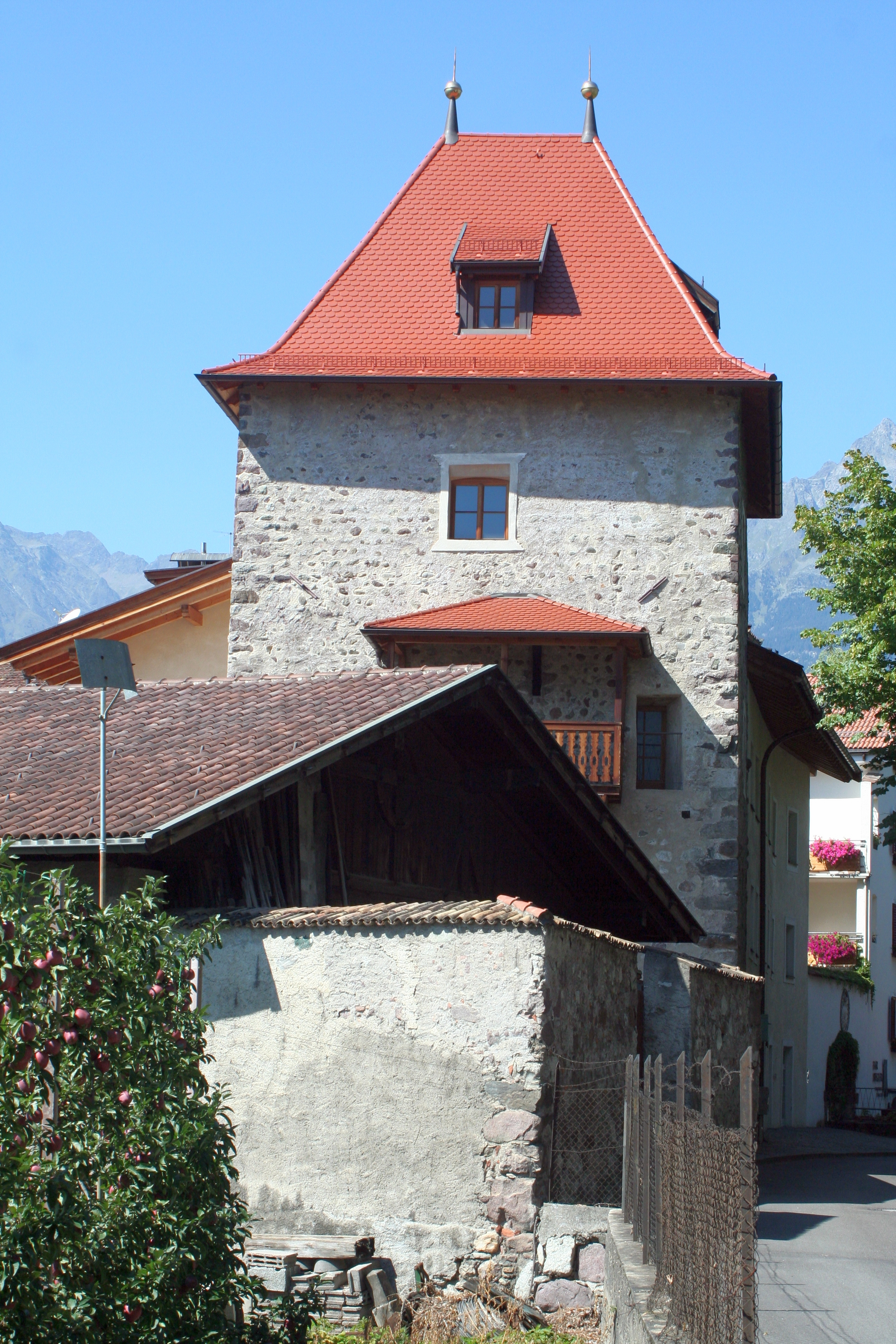
Suppanturm in Untermais

Suppan von Zenoberg und Tarantsberg bzw. Suppan von Mais war der Name eines alten tirolischen Adelsgeschlechts. Die Familie war stamm- und wappenverwandt mit den Herren von Trautson. 

## Geschichte
Die Suppan führten wie die Trautson ein Hufeisen im Wappen. In einer Urkunde des Klosters Schäftlarn von 1164/65 werden als Zeugen "Heinricus Suppan et Chunardus Druthesun, filii Domini Swiegeri de Richenberch" erwähnt. Demzufolge war der Stammvater Heinrich Suppan ein Bruder von Konrad Trautson und Sohn Swickers von Reichenberg. Am 21. Dezember 1219 fungierte "Swieger de Richenberc" als Zeuge bei der Schenkung der Kirche St. Leonhard in Passeier an den Deutschen Orden. Die Suppan dienten als Ministerialen der Grafen von Tirol. 1237 erscheint Ulrich Suppan in einer Urkunde als Lehensnehmer (und Erbauer) von Zenoburg mit dem Prädikat "de Monte sancti Zenonis". Die Tochter von Ulrich Suppan von Zenoburg, Adelheid heiratete Wilhelm Tarant, Erbauer der Brunnenburg. Im Laufe des 13. Jahrhunderts errichteten die Suppan in Obermais den Wohnturm Haslach. 1284 bewohnte Ulrich Greif, mit Katharina Suppan verheiratet, den Ansitz. Aus der Ehe ging der Sohn Jakob Greif von Mais hervor, der 1326 an den Folgen eines Ritterturniers starb. Das Geschlecht der Greif ist im 15. Jahrhundert erloschen. Ebenfalls auf die Suppan ging der Suppanturm in Untermais, ein mittelalterlicher Wohnturm aus dem ausgehenden 13. Jahrhundert, zurück. Aus der Ehe von Michael von Wolkenstein-Trostburg und Anna Suppan von Mais, Tochter des Engelmar Suppan von Mais zu Neuberg (dem späteren Schloss Trauttmansdorff), stammte der Bischofselekt Theobald von Wolkenstein.

## Besitzungen (Auswahl)
- Zenoburg
- Tarantsberg
- Suppanturm
- Haslachturm
- Neuberg (dem späteren Schloss Trauttmansdorff)

## Wappen
Das Wappen zeigt in Rot ein unten offenes goldenes Hufeisen. Auf dem Helm mit rot-goldenen Helmdecken das nach oben offene goldene Hufeisen. 